# Canções para Ninar (álbum de Garotos Podres)
Canções para Ninar é o terceiro álbum de estúdio do grupo musical brasileiro de punk rock Garotos Podres, lançado em 1993.
O álbum foi editado em 1993 pelo selo Radical Records, baseado na produção de Roger Moreira, da banda Ultraje a Rigor. O álbum foi gravado no estúdio R.A.C., em São Paulo, numa mesa de som de 24 canais.
A música "Rock de Subúrbio" se tornou o primeiro videoclipe da banda. "Aos Fuzilados da CSN", canção que fala sobre os acontecimentos da Greve de 1988 na CSN em Volta Redonda, marcando o compromisso da banda com a luta contra qualquer forma de governo autoritário e fascista, é a primeira música gravada pela banda no gênero ska.
Esse álbum foi reeditado em CD em 1999 pela própria banda, com as músicas "Johnny", "Anarquia Oi!" e "Papai Noel" como faixas-bônus.

## Faixas
1. "Oi, Tudo Bem?" (Mauro/Mao/Ciro)
2. "Fernandinho Veadinho" (Mauro/Mao)
3. "Sadam Hussein is Rock'N'Roll" (Mauro/Mao/Sukata)
4. "Rock de Subúrbio" (Mauro/Mao)
5. "Verme" (Mao/Renato)
6. "Censura Idiota" (Mauro/Mao)
7. "Mordomia" (Mauro/Mao/Sukata)
8. "Surfista de Pinico" (Mao)
9. "Aos Fuzilados da CSN" (Mao/Ciro/Darwin)

## Integrantes
Mao - vocal

Mauro - guitarra e vocal

Sukata - baixo e vocal

Português - bateria